# 장헌충

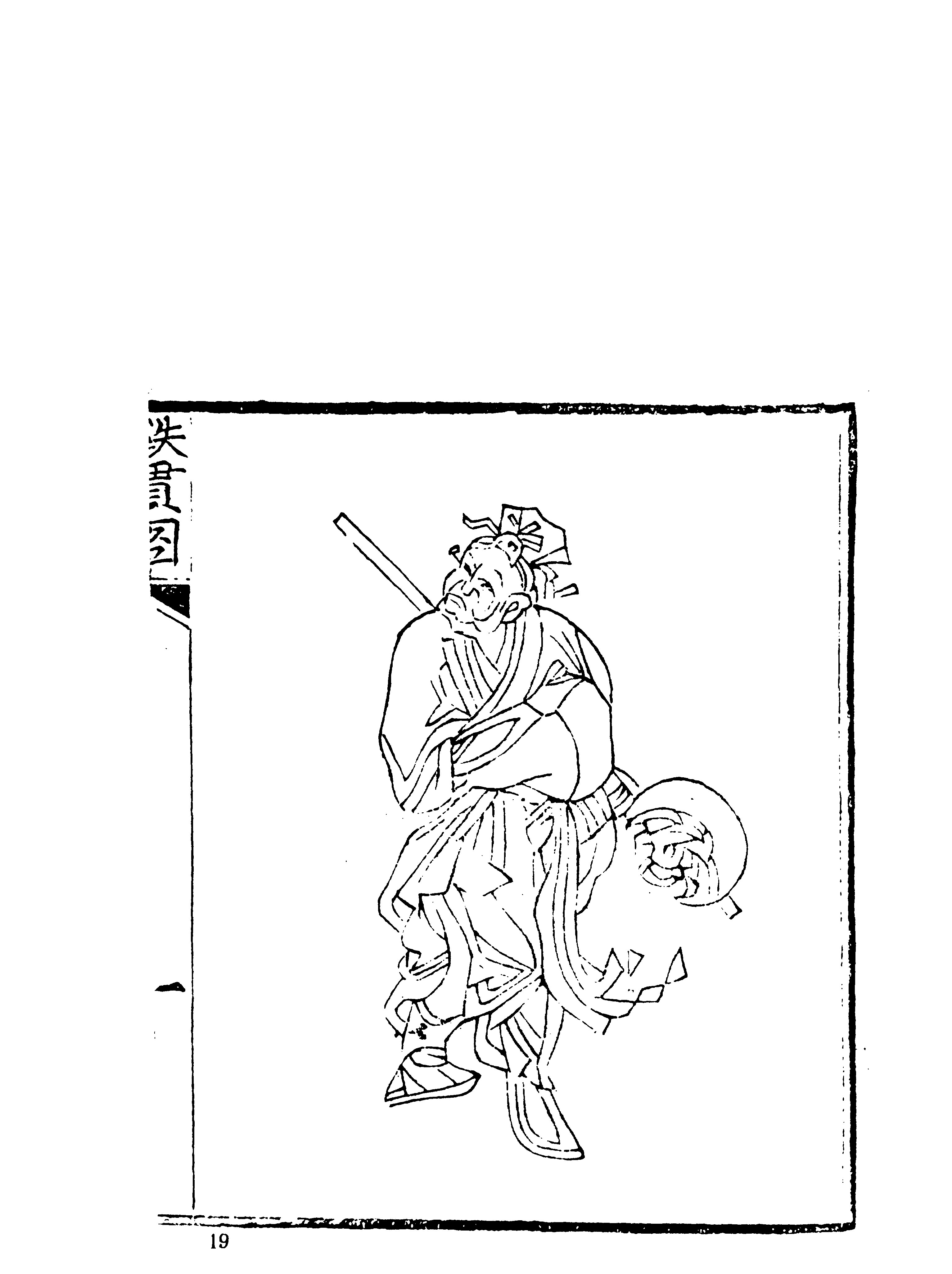

장헌충(張獻忠, 1606년 9월 18일 ~ 1647년 1월 2일)은 명청 교체기의 군벌이자 민란 지도자로, 자는 병오(秉吾), 호는 경헌(敬軒)이며, 섬서등처승선포정사사 연안부 정변현(定邊縣) 사람이다. 그의 세력은 이자성의 세력과 쌍벽을 이루었으며, 후에 사천에서 서나라를 세우고 황제를 자칭하였다.

## 생애
섬서(陝西) 연안위(延安衛) 류수간보(柳樹澗堡) 출신으로 원래는 군적(軍籍)에 올라 있었던 것을 법을 어겨서 제적되었다. 숭정(崇禎) 3년(1630년) 왕가윤(王嘉胤)이 난을 일으켰을 때 미지현(米脂縣)에 있던 장헌충은 이에 호응하고 팔대왕(八大王)을 자칭하였다. 얼마 지나지 않아 고영상(高迎祥) 휘하로 내투해서 동쪽으로 진출하였고 산서(山西)와 하남(河南)을 돌며 전투를 벌였다.
명말청초의 정세 속에서 이자성(李自成)의 휘하에 투신한 장헌충은 스스로를 장비(張飛)의 후예라 내세웠고, 훗날 이자성과의 반목으로 고영상의 죽음을 초래하였고 황하(黃河) 유역으로 진출한 이자성과 갈라서서 장강(長江) 유역으로 진출하여 호남(湖南)과 강서(江西)에서 사천(四川)으로 침입하여 독립 세력을 형성하였다. 숭정 10년(1637년)에 명의 총병관(總兵官) 진양옥(秦良玉) 부대의 공격으로 장헌충의 군은 큰 손해를 입고 본인도 죽을 뻔하였다.
한때 관군에 항복하여 숭정 11년(1638년)에는 호북성(湖北省) 곡성현(穀城縣)의 부장(副將)이 되어 왕가하(王家河)에 주둔하였고 이듬해인 숭정 12년(1639년)에는 다시금 명조에 대한 반기를 들어 사천성 경계 부근에서 전투를 벌였다. 숭정 13년(1641년) 장헌충은 양양(襄陽)을 격파하고 명의 황족인 양왕(襄王) 주익명(朱翊銘)을 죽이고, 1643년 무창(武昌)을 거점으로 '대서왕(大西王)'을 칭하였다.
스스로를 진왕(秦王)이라 칭하고 사천으로 향한 장헌충의 군은 숭정 17년(1644년) 8월 9일에 사천의 성도부(成都府)를 함락시켰으며, 순무(巡撫) 용문광(龍文光)과 황족 촉왕(蜀王) 주지주(朱至澍) 및 그 아내는 모두 자결하였다. 장헌충은 60만 대군이라 칭하며 사천성의 대부분을 제압하였고 8월 15일에는 성도부를 거점으로 대서황제(大西皇帝)를 칭하고 대순(大順)이라 개원하며 성도를 서경(西京)으로 삼았다. 대서정권은 명 왕조의 잔존 세력도 병합하고 명 왕조의 관제를 본떠 관료 조직을 갖추었던 것으로 보인다. 이 무렵 그리스도교 전도를 위해 사천에 와 있던 예수회 선교사 루이스 부길로(Louis Buglio, 중국명 이류사利類思)와 가브리엘 데 마갈량이스(Gabriel de Magalhães, 중국명 안문사安文思)가 장헌충의 산하로 들어갔다. 한국의 『조선왕조실록』 인조 23년(1645년) 사망한 소현세자의 죽음에 조제한 것에 사의를 표하고 겸해서 새로운 세자의 책봉을 요청하기 위해 청으로 파견되었던 주청사의 서장관으로 귀국한 조수익(趙壽益)은 당시 장현충(張顯忠, 장헌충)과 이자성(李子成)이 섬서(陝西)·사천(四川) 등지를 점거하고 있으며(다만 이자성은 5월에 사망하였다) 현충의 병세(兵勢)가 자성보다 낫다고 전하고 있다.
장헌충은 이전부터 사천을 떠나야 한다고 생각하고 있었으나, 섬서로 이동하기 위해서는 군사적인 요충지였던 한중(漢中)을 점령해야 할 필요가 있었다. 순치(順治) 2년(1645년)에는 최소 두 차례에 걸쳐서 한중 공격을 시도하였으나, 당시 한중을 점거하고 있던 청군은 이를 여러 차례 격파하였다. 이를 계기로 장헌충이 실행했던 정권 내부 단속 강화는 커다란 저항을 불러왔고, 사천 각지에서 장헌충에 대한 반란이 일어나게 된다. 이러한 반란은 정권의 내부 붕괴로 이어졌고, 대서 정권 상층부 대부분이 장헌충에 의해 살해되기에 이른다.
이자성이 멸망하고 세를 키운 청군의 압박으로 순치 3년(1646년) 8월 4일 장헌충은 사천을 버리고 고향인 섬서로 가기 위해 서경을 떠났으나 섬서에는 이르지도 못하고 10월 20일에 염정현(鹽亭縣) 봉황산(鳳凰山)에서 청의 숙친왕(肅親王) 호오거(豪格)의 군세와 교전 중에 사살되었다. 서경을 떠났을 때에도 7백 명 정도밖에 되지 않았던 대서군은 이 무렵에는 25명밖에 남지 않았다. 한편 장헌충 사후 그의 잔당들은 순치 16년(1659년)에 중경(重慶)이 함락될 때까지 저항을 계속하였다.

## 도촉(屠蜀), 사천에서의 대학살
많은 기록에서 장헌충은 잔학한 살육을 즐겼으며 「도촉」(屠蜀) 또는 「도천」(屠川)이라 불리는 무차별 학살로 사천의 인구를 급격히 감소시켰다고 적고 있다. 만력 6년(1578년) 인구 310만 2073인이었던 사천은 청 강희 24년(1685년)에는 18,090인으로 인구가 줄어 있었다. 때문에 청 왕조 초기 1671년에서 1776년까지 호북성(湖北省) ・ 호남성(湖南省) ・ 광동성(廣東省) 등지에서 수백만 명의 주민을 사천성으로 이주시켰다. 이를 호광전사천(湖廣塡四川)이라 한다. 오늘날의 쓰촨 지역 사투리인 서남관화(西南官話)가 베이징(北京)의 푸퉁화(普通話)에 가까운 것도 이때 장헌충에 의해 사천 지역의 인구가 거의 절멸 직전에 몰렸기 때문에 고대 사천인들이 괴멸되어 버렸기 때문일 가능성이 크다고 해석되고 있다.
일본의 역사학자 아사미 마사카즈(浅見雅一)는 장헌충에 관한 사료는 대부분이 후대의 것들임을 지적하며 장헌충 당시의 사료로써 다음과 같은 자료들을 거론한다.
- 장헌충을 섬겼으며 대서 정권의 붕괴까지 모두 목격했던 포르투갈 출신의 예수회 선교사 가브리엘 드 마갈량이스(Gabriel de Magalhāes, 중국명 안문사安文思)가 로마 교황청에 보낸 1647년 5월 18일자 『사천 성과 그리스도 교회의 파괴와 손실에 대하여, 그리고 그 땅에서 루이스 브리오와 가브리엘 데 마갈량이스가 연금의 신세가 된 것에 대한 보고서』[13]
- 성도(成都) 대자사(大慈寺)에서 벌어졌던 대학살의 생존자로 알려진 구양직(歐陽直)이 저술한 『구양씨유서』(歐陽氏遺書)[14]
- 1642년 5세의 나이로 당시 화양현령(華陽縣令)으로 부임한 아버지와 함께 사천으로 와서 체험한 것을 토대로 심순위(沈荀蔚)가 저술한 『촉난서략』(蜀難敘略)

중국측의 사료는 청 왕조의 점령지에서의 치부(예를 들어 양저우에서 벌어졌던 열흘 동안의 대학살)나 청 왕조를 비판하는 내용을 기록하고 있지 않다는 점에서 사료의 신빙성에 대한 비판을 피할 수 없으나, 아사미 마사카즈는 이러한 비판에서 비교적 자유로운 포르투갈 선교사 마갈량이스의 보고서를 토대로 중국측의 동시대 자료나 다른 사료를 비교 검토한 끝에 다음과 같은 결론을 내렸다.
- 마갈량이스의 보고서는 사실 경과를 서술한 것이며, 매우 정확한 것이다.
- 『구양씨유서』는 사실 경과에 대한 기술이 단편적이지만 그 역시 정확하다.
- 『기사략』(紀事略)은 날짜 기재에 다소 착오가 있기는 하지만 비교적 신빙성이 있으며, 구양직과 비슷한 입장에 있었던 인물이 저술한 것으로 여겨진다.
- 『촉기』(蜀記)에 대해서는 날짜가 대부분 착오가 있고 사실 경과도 대부분 맞지 않으나, 일부 내용이 『구양씨유서』 이상의 상세한 기술을 담고 있고 그 내용이 마갈량이스의 보고서와도 일치하는 점에서 장헌충에 가까운 입장에 있었던 자가 저술하였을 가능성이 크다.

「도촉」이라 지칭되는 장헌충에 의한 사천에서의 대학살 사건이 실제 역사적 사실인가에 대해서는, 실제로 상당한 규모로 이루어졌다는 것은 틀림없지만 사천을 침공했을 때의 파괴, 대서 정권 내부에서의 반란에 대한 진압, 그리고 사천을 떠나 섬서(陝西)로 향할 때의 조직적인 학살의 3단계로 분류할 수 있다. 이러한 대학살이 가능했던 요인으로써는 대서 정권의 성립 당시 장헌충이 상당한 지지를 받고 있었으며 그런 까닭에 그를 중심으로 하는 통치기구가 정비될 수 있었다는 것을 들었다. 즉 대서 정권의 사천에서의 대학살은 도리어 그러한 대학살을 벌일 수 있을 정도의 체계적인 통치조직과 굳건한 지지력을 보여준다는 것이다.

### 칠살비
장헌충이 사람을 죽이고 글을 지어 새겼다는 비석, 일명 '칠살비'에 대한 설화도 있는데 그 내용은 다음과 같다.
天生萬物以養人 하늘은 사람을 먹여살리기 위해 만물을 창조하는데
人無一善以報天 사람은 하늘에 보답하기 위해 조금의 선행도 쌓지를 않는구나.
殺殺殺殺殺殺殺 죽여라 죽여라 죽여라 죽여라 죽여라 죽여라 죽여라— 장헌충, 칠살비문

그러나 이 설화가 정확한 지에 대해서는 아직까지도 의문이 남아있다. 1934년에 한 선교사에 의해 칠살비의 원형으로 추정되는 비석이 실제로 사천지방에서 출토되었는데, 뒷면에는 수많은 희생자들을 기리는 남명 장군의 비문이 새겨져 있었으며 문제의 세번째 줄은 전혀 다른 내용이었다고 한다.
天生萬物以養人 하늘은 사람을 먹여살리기 위해 만물을 창조하는데
人無一善以報天 사람은 하늘에 보답하기 위해 조금의 선행도 쌓지를 않는구나.
鬼神明明自思自量 신령은 다 알고 있으니, 스스로 생각해보고 반성하라.

때문에 많은 사람들은 사천 대학살이 실은 청나라가 일으킨 것이며, 장헌충은 단지 그 죄를 뒤집어쓴 것이라고 생각했다.

### 포르투갈 선교사의 보고서
다음은 당시 포르투갈의 선교사로 중국을 방문했던 마갈량이스의 보고서에 기술된 사천에서의 학살에 대한 기록들을 모은 것이다.
폭군(장헌충)은 곧바로 그 크고 인구도 많은 도시(성도)를 원주민이 없는 무인지경의 고립 상태로 바꿔버렸다. 주변을 감싸고 돌던 강은 붉게 물들어 마치 물이 아니라 피 같았다. 게다가 시체로 가득 차서 바다까지 흘러들어, 아주 수량이 많은 강이었음에도 불구하고 며칠 동안 항해하는 것이 불가능했다. 강에 인접한 도시와 마을은 이런 잔학함에 겁을 먹었고 그 이유를 이해하지 못했다.
(...)
주목할 것은 이 폭군이 관리 및 이들에 관한 다양한 사항과, 생원 칭호에 관한 모든 사항에 대해 갖고 있던 증오이다. 이 계모와 같은 사악한 마음을 채우기 위해 그는 공적인 포고에 따라 다음과 같이 명령했다. "대대적으로 과거를 열어 그의 궁궐과 왕국을 맡을 사람들을 뽑고 싶으니, 과거를 준비하는 자이거나 이미 관직을 맡고 있는 자이거나 관계없이 모든 거인(擧人)과 모든 생원은 수도의 궁정으로 와야 한다." 이 사람들은 이에 매혹되었고, 관리의 명예에 대한 탐욕 때문에 이 폭군이 지식인을 대상으로 저지른 처형과 잔학한 행위를 알고 있었음에도, 모두 그에게 복종하기에 여념이 없었다. 그러나 그는 붓이 아닌 칼을, 먹이 아닌 그들의 피를 주었다. 그들에 대한 불신으로 그들을 '그릇된 사상의 소유자'라 불렀으며, 한 사람도 용서하지 않고 총 1만 3천 명을 참수하였다.
(...)
폭군은 자신의 모든 군대를 이끌고 떠났고 어른도 아이도, 소년도 노인도 죽였다. 그는 도시와 거리와 마을을 모두 태워버렸고 그 결과 모든 것이 잿더미로 변했고 단 한 채도 남지 않았다.
(...)
1년 후 우리가 타타르인(청 왕조의 관리)과 함께 돌아왔을 때 사천 성의 여러 땅을 다녀보니, 그곳은 한때 사람이 거주하던 땅이 아니라 이미 야생 숲으로 변하여, 사람이라기보다는 호랑이나 다른 맹수의 우리라고 부르는 것이 더 적합해 보였다.

### 『촉벽』(蜀碧)의 기록
장헌충의 반란 기록 가운데 하나인 『촉벽』(蜀碧)이라는 문헌에 따르면, 장헌충은 「사천 사람은 아직 죽지 않은 것인가. 내 손으로 얻었으니 내 손으로 없애버릴 것이다. 단 한 사람이라도 남을 위해 남겨두지는 않겠다」고 선언하였다고 하며, 또 아무것도 할 일이 없었던(즉 아무도 죽일 사람이 남아 있지 않았던) 어느 날 밤에 문득 「오늘 밤에는 죽일 놈이 하나도 없단 말이냐?」라며 자신의 처와 애첩 수십 명과 자식까지 죽였다.
장헌충의 학살 방법은 다음과 같았다.
- 포노(鉋奴) - 손발을 절단하기
- 변지(辺地) - 등줄기를 두 동강 내기
- 설추(雪鰍) - 공중에서 등을 창으로 꿰뚫기
- 관희(貫戯) - 아이들을 불타는 성에 가두고 태워죽이기

## 장헌충을 섬긴 사람들
- 이정국
- 애능기
- 손가망
- 유문수